# Лейк (округ, Колорадо)
Шаблон:StateAbbr_ 39°11′ пн. ш. 106°22′ зх. д. / 39.19° пн. ш. 106.36° зх. д.
Округ Лейк (англ. Lake County) — округ (графство) у штаті Колорадо, США. Ідентифікатор округу 08065.

## Історія
Округ утворений 1861 року.

## Демографія
За даними перепису
2000 року
загальне населення округу становило 7812 осіб, зокрема міського населення було 6090, а сільського — 1722.
Серед мешканців округу чоловіків було 4192, а жінок — 3620. В окрузі було 2977 домогосподарств, 1915 родин, які мешкали в 3913 будинках.
Середній розмір родини становив 3,15.
Віковий розподіл населення поданий у таблиці:
| Стать    | До 15 років | 15-21 | 22-29 | 30-39 | 40-49 | 50-65 | 65-85 | Понад 85 |
| -------- | ----------- | ----- | ----- | ----- | ----- | ----- | ----- | -------- |
| Чоловіки | 924         | 496   | 681   | 663   | 662   | 535   | 218   | 13       |
| Жінки    | 839         | 386   | 498   | 589   | 560   | 466   | 244   | 38       |

## Суміжні округи
- Ігл — північ
- Самміт — північний схід
- Парк — схід
- Чаффі — південь
- Піткін — захід

## Виноски
1. ↑  U.S. Decennial Census. United States Census Bureau. Архів оригіналу за 19 липня 2018. Процитовано 8 червня 2014.
2. ↑  Historical Census Browser. University of Virginia Library. Архів оригіналу за 11 серпня 2012. Процитовано 8 червня 2014.
3. ↑  Population of Counties by Decennial Census: 1900 to 1990. United States Census Bureau. Архів оригіналу за 31 липня 2014. Процитовано 8 червня 2014.
4. ↑  Census 2000 PHC-T-4. Ranking Tables for Counties: 1990 and 2000 (PDF). United States Census Bureau. Архів оригіналу (PDF) за 18 грудня 2014. Процитовано 8 червня 2014.
5. ↑  State & County QuickFacts. United States Census Bureau. Архів оригіналу за 5 вересня 2015. Процитовано 11 лютого 2014.(англ.) Наведено за англійською вікіпедією.
6. ↑  American FactFinder. Бюро перепису населення США. Архів оригіналу за 26 лютого 2012. Процитовано 31 січня 2008.

| США | Це незавершена стаття з географії США. Ви можете допомогти проєкту, виправивши або дописавши її. |